# Agrostis brasiliensis
Agrostis brasiliensis é uma espécie de gramínea do gênero Agrostis, pertencente à família Poaceae.